# Бибиков, Фома Иванович
Фома Иванович Бибиков (ум. 6 марта 1680) — воевода якутский.

## Биография
Из дворян. В 1668 году он был воеводой в Лубнах, но изменники-черкасы, овладев городом, отдали воеводу в Крымское ханство. 
В 1678 году он послан сменить Андрея Афанасьевича Барнешлева на воеводстве в Якутске. Окруженный со всех сторон неспокойными инородцами, которые постоянно побивали мелкие русские отряды, Бибиков жаловался на недостаток людей и запасов, однако успел вновь объясачить тунгусов на реке Уди и произвести расследование месторождений слюды на реке Тонтаре. 
Бунты инородцев, вызываемые насилиями сборщиков ясака, вынуждали Бибикова посылать отряды для борьбы с непокорными, но борьба эта была малоуспешна. По-видимому, в стяжательстве был повинен и сам воевода, так как его преемник, Иван Васильевич Приклонский, получил приказ «доправить на его имуществе значительную сумму за грабеж инородцев и за нерасчетливое расходование казенных сумм».
Фома Иванович Бибиков умер 6 марта 1680 года в городе Якутске. Его сын Иван Фомич Бибиков также стал воеводой.